# 趙咨 (孫吳)
赵咨（?—?），字德度，南阳郡（今河南省南阳市）人，三国孙吴官员。
赵咨博学多识，应对敏捷，孙权为吴王，任他为中大夫，派他出使魏国。魏文帝善待他，问赵咨：“吴王知道学问吗？”赵咨回答：“吴王浮江万艘，带甲百万，任贤用能，志存经略，一有馀间，博览书传，历观史籍，采其大旨，不效书生寻章摘句。”魏文帝问：“吴国可以征伐吗？”赵咨回答：“大国有征伐之兵，小国有备御之固。”又曰：“吴国害怕魏国吗？”赵咨回答：“带甲百万，江、汉为池，有什么害怕的？”魏文帝问：“吴国像大夫你这样的有几人？”赵咨回答：“聪明特达的八九十人，像臣这样的，车载斗量，不可胜数。”赵咨多次出使北方，曹魏对他很尊敬。孙权听说后嘉赏他，拜他为骑都尉。赵咨说：“看北方魏国最终不能遵守盟约，今日之计，我们东吴朝廷承汉朝四百年之际，应东南之运，应该改年号，正服色，来应天顺民。”孙权采纳，改元黄武。

## 評價
陸機《辯亡論》：「奉使則趙咨沈珩以敏達延譽。」